# Sello de Birmania
El sello de Birmania tiene dos leones de espaldas uno al otro, y en su centro un mapa del país. El sello está rodeado por los diseños tradicionales de flores y una estrella en su parte superior. Este escudo, construido según lo estipulado en el Capítulo XIII de la Constitución de 2008, se aprobó en el referéndum constitucional de Birmania de 2008.

## Escudos históricos
Hasta 1948, el escudo de Birmania era el símbolo tradicional de la monarquía de ese país (y continuó siéndolo durante la colonización británica y la ocupación japonesa): el pavo real.
El escudo de armas original de 1948 contenía un texto birmano que se traducía por "República de la Unión de Birmania", así como tres leones (el león en la parte superior fue más adelante sustituido por una estrella). Además, el círculo alrededor del mapa contenía el versículo 194 del Buddhavagga en el Dhammapada en Pali, que se traduce como "felicidad a través de la armonía" o "bienestar a través de la unidad".
Durante el gobierno socialista de Ne Win, la Constitución de 1974 adoptó un nuevo sello del estado con los siguientes cambios: el escudo de armas fue modificado para dar cabida a los símbolos socialistas: una rueda dentada, una estrella en la parte superior, y dos fanegas del arroz. Las palabras en las cintas se cambiaron a otras que se traducen como "República Socialista de la Unión de Birmania". En 1988, cuando hubo un golpe de Estado, las palabras "República Socialista" fueron quitadas.

Dinastía Konbaung (c. 1300-1948)
Escudo real de la dinastía Konbaung (1852-1885)
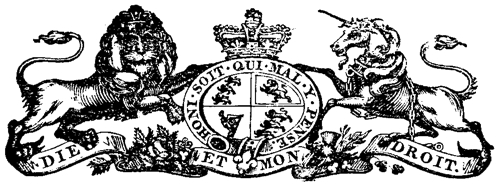
Escudo de armas de Birmania (1886-1941, 1945-1948)
Emblema de la Birmania británica (1939-1941, 1945-1948)
Emblema del Estado de Birmania (1943-1945)
Sello de la Unión de Birmania (1948-1974)
Sello de la República Socialista de la Unión de Birmania (1974-1988)
Sello de la Unión de Birmania (1988-2011)